# Mario Dugandzic
Mario Dugandzic (* 29. Juni 1985 in Mostar) ist ein deutscher Basketballtrainer und ehemaliger -spieler.

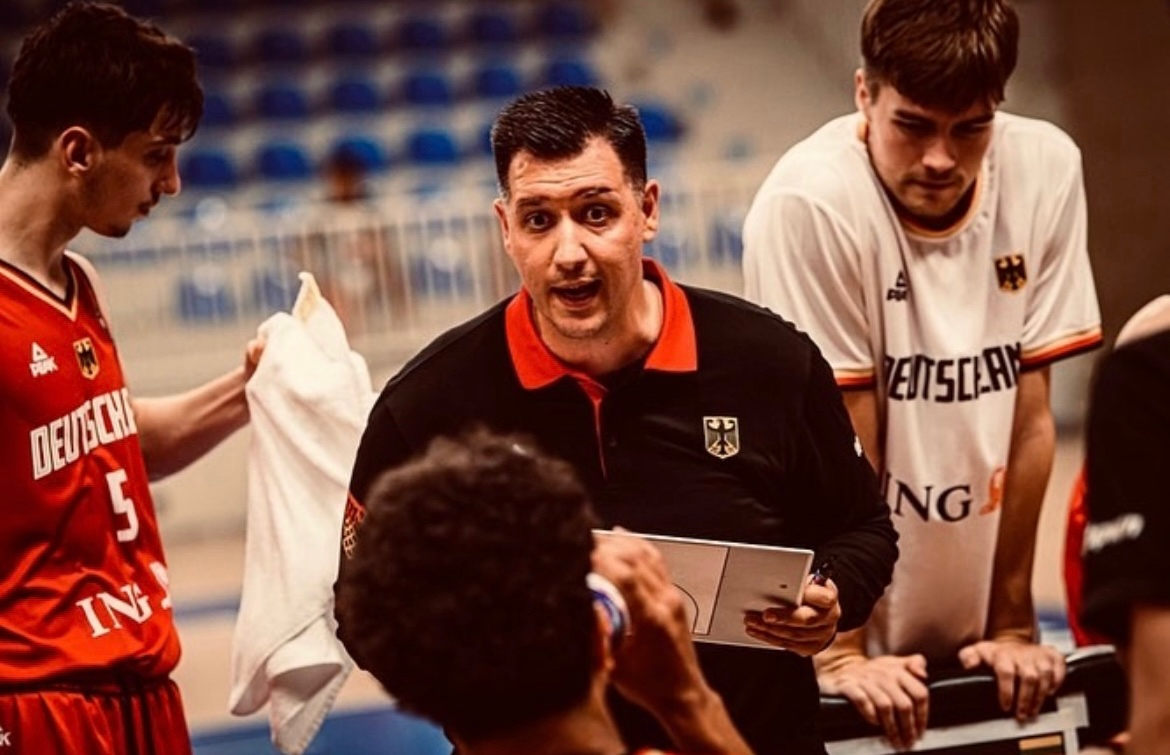
Dugandzic als Trainer der deutschen U20-Nationalmannschaft

## Laufbahn
Dugandzic, der in Heidelberg aufwuchs, spielte im Laufe seiner Karriere in der 2. Basketball-Bundesliga für den USC Heidelberg und Union Shops Rastatt, in der 2. Bundesliga ProB trug er das Hemd der BIS Baskets Speyer, zu den Vereinsstationen des 1,93 Meter großen Akteurs gehörte auch Südstadt Karlsruhe in der ersten Regionalliga.
Er war Trainer des TV Bad Bergzabern in der zweiten Regionalliga, betreute die zweite Mannschaft des USC Heidelberg (ebenfalls Regionalliga) und war ab 2014 Jugendleiter beim Nürnberger BC beziehungsweise nachfolgend beim Nürnberg Falcons BC. In diesem Amt betreute er auch die Partnermannschaft der Nürnberger, die TS Herzogenaurach in der Regionalliga.
In der Saison 2016/17 trainierte er bis Januar 2017 die U19-Mannschaft von Ehingen/Urspring in der Nachwuchs-Basketball-Bundesliga, im Spieljahr 2017/18 war er erst Trainer der BG Eisbären in der Regionalliga, ehe er im Januar 2018 auf den Trainerposten beim FC Baunach in der 2. Bundesliga ProA wechselte. Er führte die Baunacher zum Klassenerhalt in der zweiten Liga. Mit der Verpflichtung Felix Czernys als Baunacher Cheftrainer im Juli 2018 rückte Dugandzic auf den Posten des Co-Trainers und übernahm gleichzeitig das Amt des Cheftrainers der U19-Mannschaft innerhalb des Nachwuchsfördernetzwerkes des Bundesligisten Brose Bamberg. Nach Czernys Entlassung im Februar 2019 übernahm Dugandzic zusammen mit Yassin Idbihi zunächst übergangsweise die Aufgaben des Cheftrainers in Baunachs ProA-Mannschaft und blieb nach dem Abstieg in die 2. Bundesliga ProB als Cheftrainer im Amt. Im Sommer 2019 arbeitete er als Co-Trainer der deutschen U20-Nationalmannschaft unter Alan Ibrahimagic und 2021 bei derselben Auswahlmannschaft unter Bundestrainer Patrick Femerling.
In der Sommerpause 2021 verließ Dugandzic Baunach wechselte als Cheftrainer und sportlicher Leiter des vereinsgesamten Leistungsbereichs zum Drittligisten EPG Baskets Koblenz. Ende Februar 2022 kam es zur sofortigen Trennung zwischen Dugandzic und den Koblenzern, die zu diesem Zeitpunkt auf dem zweiten Tabellenplatz standen. Als Grund wurde eine „unterschiedliche Auffassung über die langfristige Ausrichtung“ angegeben. 2022 wurde er Cheftrainer der deutschen U20-Nationalmannschaft. Als Assistenztrainer der deutschen U18-Auswahl unter Alan Ibrahimagic trug er 2024 zum Gewinn der Goldmedaille bei der U18-Europameisterschaft bei.
Im August 2024 gaben die New Zealand Breakers aus der ozeanischen National Basketball League die Dugandzic’ Verpflichtung bekannt. Er wurde bei der Mannschaft Assistent von Cheftrainer Petteri Koponen, mit dem er in den Vorjahren bereits im Rahmen des Nachwuchsturnier der Euroleague ebenfalls als Assistenztrainer zusammengearbeitet und eine Auswahl europäischer Nachwuchsspieler betreut hatte. Als Assistenztrainer war er im Sommer 2025 daran beteiligt, dass die deutsche U19-Auswahl bei der Weltmeisterschaft dieser Altersklasse Silber gewann.